# بروتين الريبوسوم S20
بروتين الريبوسوم S20 (بالإنجليزية: Ribosomal Protein S20)‏ (RPS20) هوَ بروتين يُشَفر بواسطة جين RPS20 في الإنسان. الريبوسومات هي العضيات التي تحفز تخليق البروتين، تتكون من وحدة فرعية صغيرة 40S ووحدة فرعية كبيرة 60S. تتكون هذه الوحدات الفرعية معًا من 4 أنواع من رنا RNA وحوالي 80 بروتينًا مميزًا من الناحية الهيكلية. ويعد أحد مكونات الوحدة الصغرى 40S للريبوسوم والذي يلعب دورًا مهمًا في الترجمة في عملية الاصطناع الحيوي للبروتين (التي تشكل جزءا من عملية التعبير الجيني).

## الأهمية السريرية
وقد وجد أن هذا الجين ينشط في سرطانة الخلايا الصافية، والسرطان القولوني المستقيمي اللاسليلي الوراثي.

## روابط خارجية
- نظرة شاملة على جميع المعلومات الهيكلية المتاحة في بنك بيانات البروتينات (PDB) لـقاعدة البيانات يونيبروت (UniProt): P82130 (بروتين الريبوسوم S20) في بنك بيانات البروتين في أوروبا (PDBe-KB).